# White Banners
White Banners ist ein US-amerikanisches Filmdrama mit Fay Bainter und Claude Rains aus dem Jahr 1938 unter der Regie von Edmund Goulding.

## Handlung
1919. Der Kleinstadtlehrer Paul ist auch Gelegenheitserfinder. Sein Forschergeist wird angetrieben von dem Wunsch, seiner Frau Marcia und seiner hübschen Tochter Sally all den Luxus zu ermöglichen, den sie seiner Meinung nach verdienen. Da steht eines Tages Hannah Parmalee vor der Haustür und bietet gegen ein sehr geringes Gehalt ihre Dienste als Köchin und Haushälterin an. Hannah ist eine gläubige Christin mit einem sehr hohen moralischen Standard, den sie jedoch auch jederzeit selber vorlebt. Peter Trimble, einer der Schüler aus Pauls Klasse, ist der Sohn des reichsten Mannes der Stadt. Rasch erkennt Hannah Peters technische Begabung und sie vermittelt ihn als technischen Assistenten an Paul. Gemeinsam finden sie einen revolutionären Weg, Kühlwaggons für die Eisenbahn und LKWs zu konstruieren. Dummerweise verrät Peter das Geheimnis an zwei Automechaniker aus der Stadt, die die Erfindung rücksichtslos für sich ausbeuten wollen und das Patent darauf erwirken. Peter ist tief beschämt und lügt deshalb sogar Paul über die wahren Umstände an. Es gelingt Hannah jedoch, für Peter eine zweite Chance herauszuhandeln.
Gemeinsam entwickeln Peter und Paul schließlich eine Version 2.0, die sie jetzt, aus Schaden klug geworden, sofort patentieren lassen. Die Dinge kommen zum Schwur und Hannahs Geheimnis ans Tageslicht, als Thomas Bradford, ein extrem wohlhabender Bankier, die Finanzierung von Pauls Erfindung übernehmen will. Peter ist Hannahs Sohn aus einer Liebschaft mit Thomas Bradford, und einst war sie gezwungen, ihr Kind zur Adoption freizugeben. Sie hält Bradford ab, Peter als seinen eigenen Sohn zu reklamieren, da er bei seinen Adoptiveltern glücklich und geborgen lebt.

## Auszeichnungen
Bei der Oscarverleihung 1939 erhielt der Film eine Nominierung in der Kategorie
- Beste Hauptdarstellerin – Fay Bainter.

Fay Bainter wurde parallel auch für ihre Leistung in Jezebel – Die boshafte Lady in der Kategorie Beste Nebendarstellerin nominiert und gewann dort den Oscar.